# Karl Svihalek
Karl Svihalek (* 5. November 1921 in Wien; † 9. Mai 1978 in Berlin) war ein deutscher Gewerkschafter (FDGB) und Politiker (SED). Er war Vorsitzender des Zentralvorstandes der Gewerkschaft Land und Forst, Mitglied des ZK der SED sowie Abgeordneter der Volkskammer.

## Leben
Svihalek wurde als Sohn einer Arbeiterfamilie in Wien geboren. Nach dem Besuch der Volksschule und der Hauptschule erlernte er den Beruf eines Maschinenschlossers. Nach seiner Lehrzeit wurde er im April 1939 zum Reichsarbeitsdienst und zu Beginn des Zweiten Weltkrieges im September 1939 zur Wehrmacht eingezogen. Im Juni 1944 geriet er in US-amerikanische Kriegsgefangenschaft, aus der er am 18. Juni 1945 entlassen wurde.
Nach seiner Entlassung arbeitete Svihalek von August 1945 bis April 1948 als Maschinenschlosser bei Baumeister Kurz und bei der Werkzeug- und Maschinenfabrik Hansen in Neustadt-Glewe. Im September 1946 trat er dem Freien Deutschen Gewerkschaftsbund (FDGB) und im Dezember 1947 der Sozialistischen Einheitspartei Deutschlands (SED) bei. 1948 wurde er Mitglied der Gesellschaft für Deutsch-Sowjetische Freundschaft und 1949 Mitglied des Verbandes Deutscher Konsumgenossenschaften. In der Industriegewerkschaft Metall war Svihalek Vertrauensmann und zweiter Vorsitzender des Ortsvorstandes Neustadt-Glewe. Nach dem Besuch der Landesgewerkschaftsschule des FDGB in Mueß/Schwerin und der Teilnahme an einem Sonderlehrgang der Landesparteischule Mecklenburg der SED wurde Svihalek im Mai 1948 hauptamtlicher Gewerkschaftsfunktionär. 
Zunächst war er Jugendsekretär (1948/49) und Leiter der Abteilung Schulung und Bildung beim Kreisvorstand Ludwigslust des FDGB. Im Mai 1949 wurde er zum Zweiten Sekretär und im Juni 1950 zum Ersten Sekretär des Kreisvorstandes Ludwigslust des FDGB gewählt. In seiner Eigenschaft als Erster Sekretär des Kreisvorstandes des FDGB war er auch Mitglied der Kreisleitung und des Sekretariats der Kreisleitung Ludwigslust der SED.
Von Januar bis August 1951 besuchte Svihalek den ersten Hauptlehrgang an der Hochschule der Deutschen Gewerkschaften „Fritz Heckert“ in Bernau bei Berlin und wurde im Anschluss Instrukteur und Abteilungsleiter im FDGB-Landesvorstand Mecklenburg. 1951/52 wirkte er als Instrukteur in der Abteilung Organisation sowie als Abteilungsleiter und war Mitglied des Sekretariats des Landesvorstandes Mecklenburg des FDGB. Von Februar bis September 1952 fungierte er als Landesvorsitzender der Gewerkschaft Land und Forst für Mecklenburg mit Sitz in Schwerin. 
Anschließend wählten ihn die Mitglieder des Zentralvorstandes der Gewerkschaft Land und Forst zum stellvertretenden Vorsitzenden und am 10. Juni 1953 zum Vorsitzenden des Zentralvorstandes der Gewerkschaft Land und Forst. Diese Funktion übte er bis Oktober 1961 aus. Als Vorsitzender der Gewerkschaft Land und Forst war Svihalek zugleich Mitglied des Bundesvorstandes des FDGB und seines Präsidiums. Von 1953 bis 1961 war er auch Mitglied des Administrativkomitees der Internationalen Vereinigung der Land- und Forstarbeiter im Weltgewerkschaftsbund.
Von 1958 bis zu seiner Abberufung 1961 war Svihalek zudem Mitglied des Zentralkomitees der SED und Abgeordneter der Volkskammer der DDR. In der Volkskammer gehörte er der FDGB-Fraktion an und war Mitglied des Ausschusses für Land- und Forstwirtschaft.
In Oktober 1961 wurde ihm von der SED eine „strenge Rüge“ erteilt.  Er wurde wegen „parteischädigenden und unmoralischen Verhaltens“ aus dem ZK der SED ausgeschlossen und seiner Funktionen entbunden.

## Schriften (Auswahl)
- Der BKV – wichtiges Mittel zur sozialistischen Umgestaltung der Landwirtschaft. In: Neuer Weg, 4 (1958), S. 380–382.
- Der Kampf der Landarbeiter hat sich gelohnt. (50 Jahre Gewerkschaft der Land-, Garten- und Forstarbeiter.) In: Neues Deutschland, 3. März 1959.

## Auszeichnungen
- Fritz-Heckert-Medaille (1954)
- Verdienstmedaille der DDR[1]